# Diospyros mespiliformis
Mun châu Phi (Diospyros mespiliformis) là một loài thực vật có hoa trong họ Thị. Loài này được Hochst. ex A.DC. mô tả khoa học đầu tiên năm 1844.
Đây là một cây thường xanh lớn được tìm thấy chủ yếu ở thảo nguyên châu Phi.Chó rừng thích trái cây loài này.

## Môi trường sống
Cây này thường mọc trên các gò mối, thích đất phù sa sâu, nhưng không phổ biến trên đất cát ở savanna. Chúng thường mọc trong sự tương sinh với mối mọt, điều hòa đất xung quanh rễ của nó nhưng không ăn gỗ sống; đáp lại, cây cung cấp sự bảo vệ cho mối. Đây là thành viên lớn nhất trong chi của nó ở vùng cận nhiệt đới phía nam, và có mặt ở phía bắc tới Sahara. Nó xảy ra ở mật độ cao từ vùng cận nhiệt đới đến nhiệt đới.

## Sử dụng

### Quả
Là một loài cây thực phẩm truyền thống ở châu Phi, loại quả này có tiềm năng cải thiện dinh dưỡng, tăng cường an ninh lương thực, thúc đẩy phát triển nông thôn và hỗ trợ chăm sóc đất bền vững.
Quả có thể ăn được cho con người; hương vị của nó đã được mô tả là giống như chanh. Chúng đôi khi được bảo quản, có thể được sấy khô và nghiền thành bột và thường được sử dụng để sản xuất bia và rượu mạnh.
Người ovambo gọi trái cây của quả là eenyandi và sử dụng nó để chưng cất ombike, rượu truyền thống của họ.

### Thuốc
Lá, vỏ và rễ của cây có chứa tannin, có thể được sử dụng như một styptic để cầm máu. Rễ được tiêu thụ để thanh lọc ký sinh trùng và được cho là một phương thuốc cho bệnh phong.

### Gỗ
Gỗ gần như không bị mối mọt. Gỗ ruột mịn và cứng, và thường được sử dụng để làm sàn gỗ và đồ nội thất. Thân cây được sử dụng cho ca nô. Gỗ có màu từ nâu đỏ nhạt đến nâu rất đậm.

## Hình ảnh

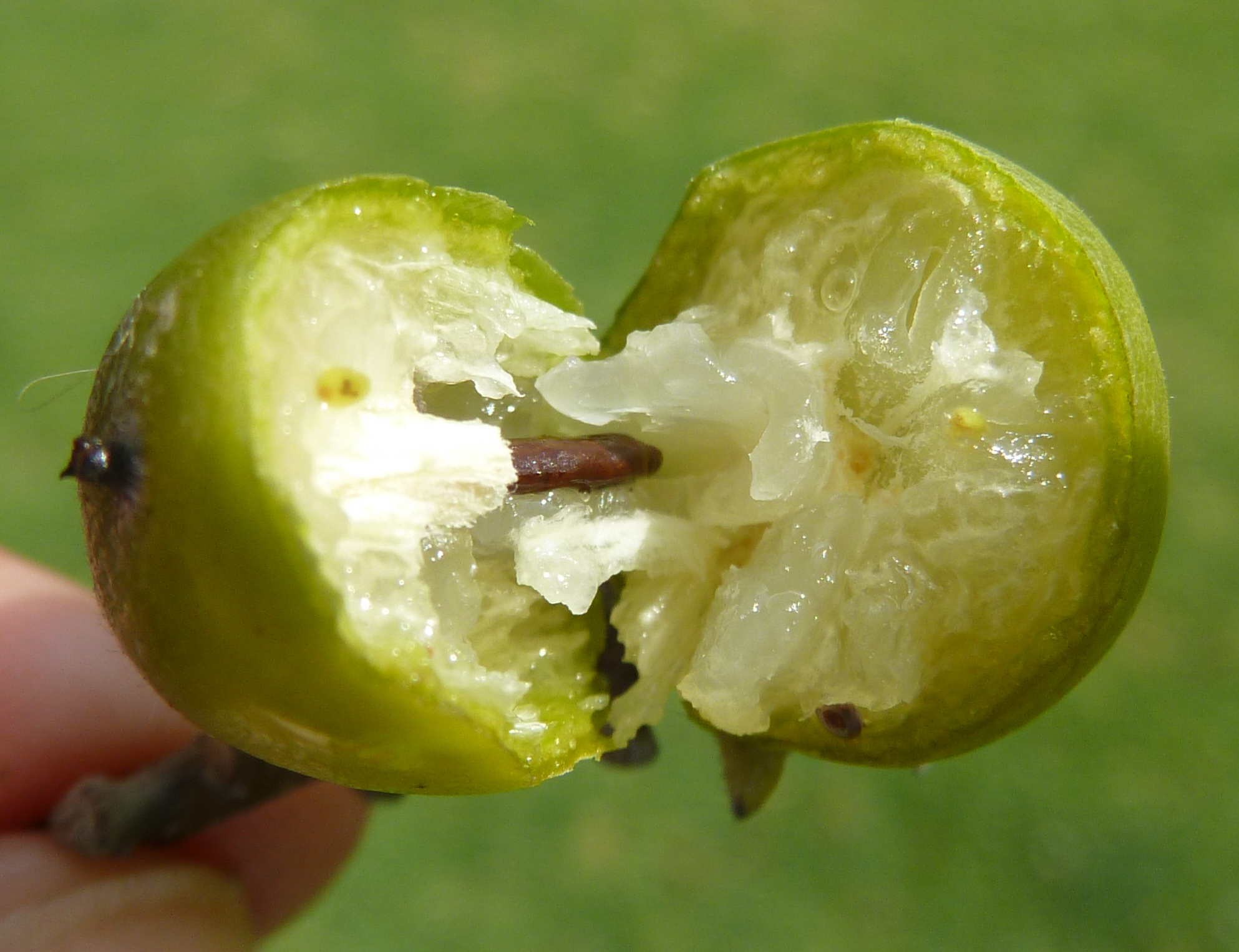
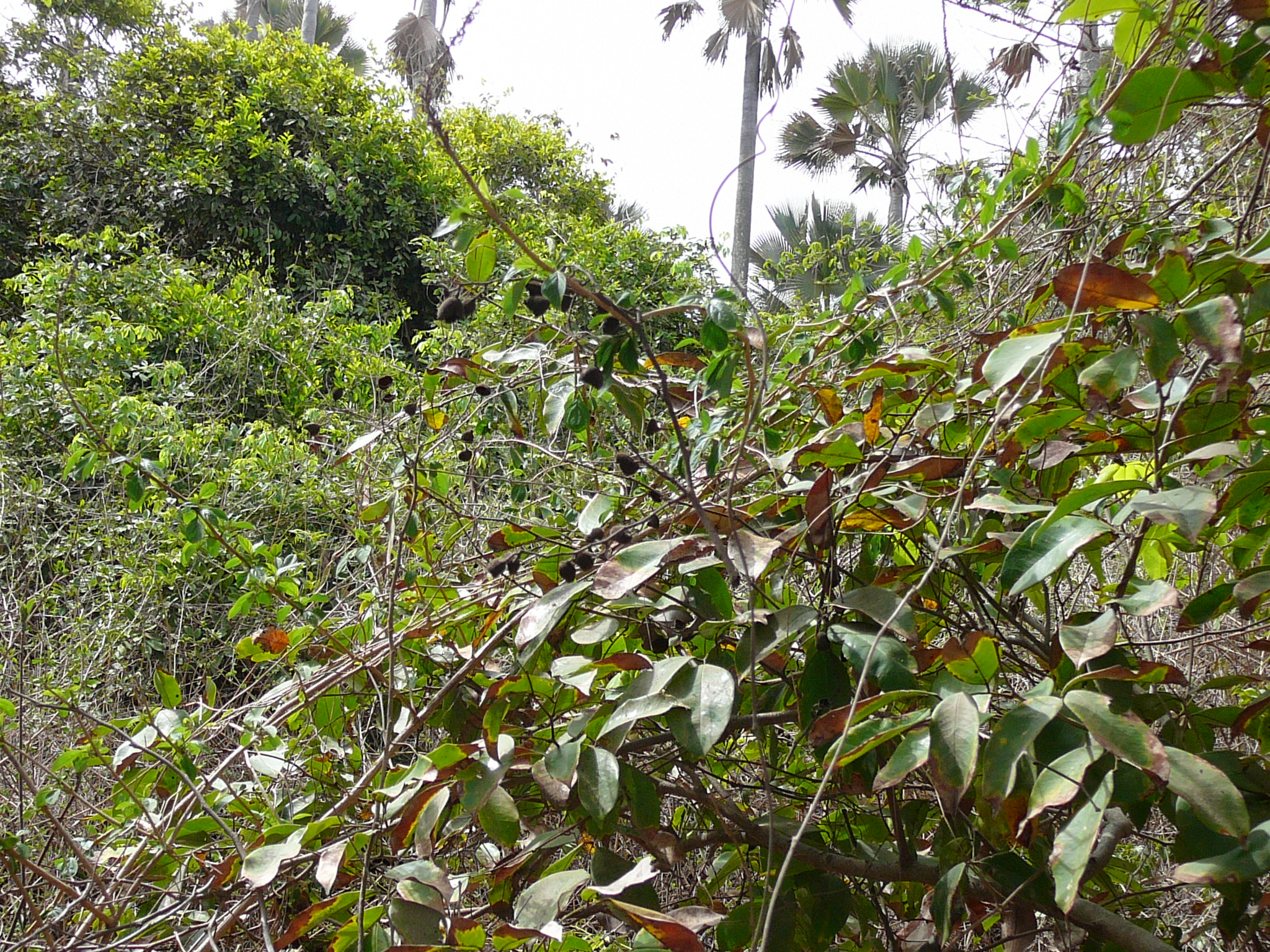
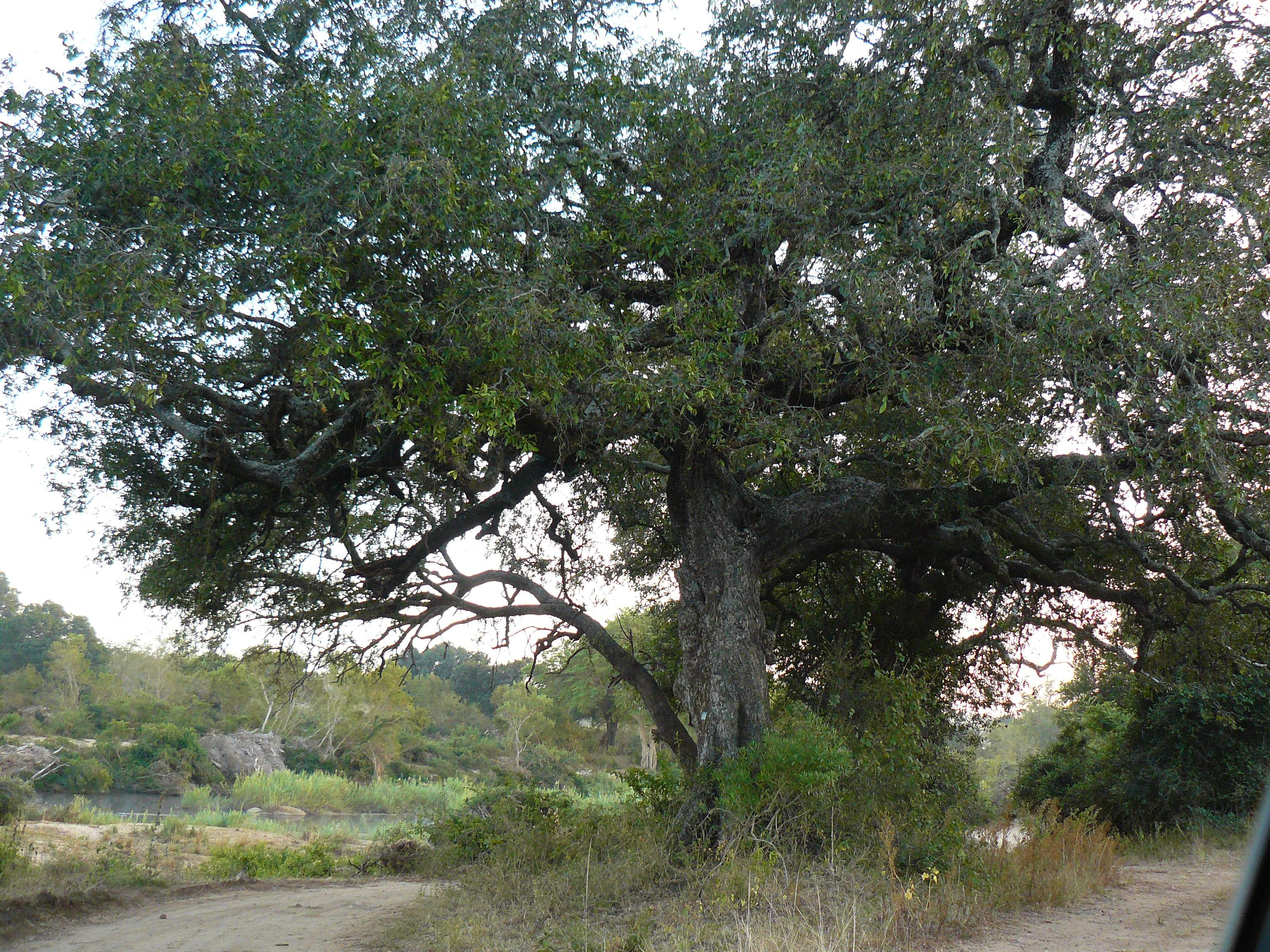
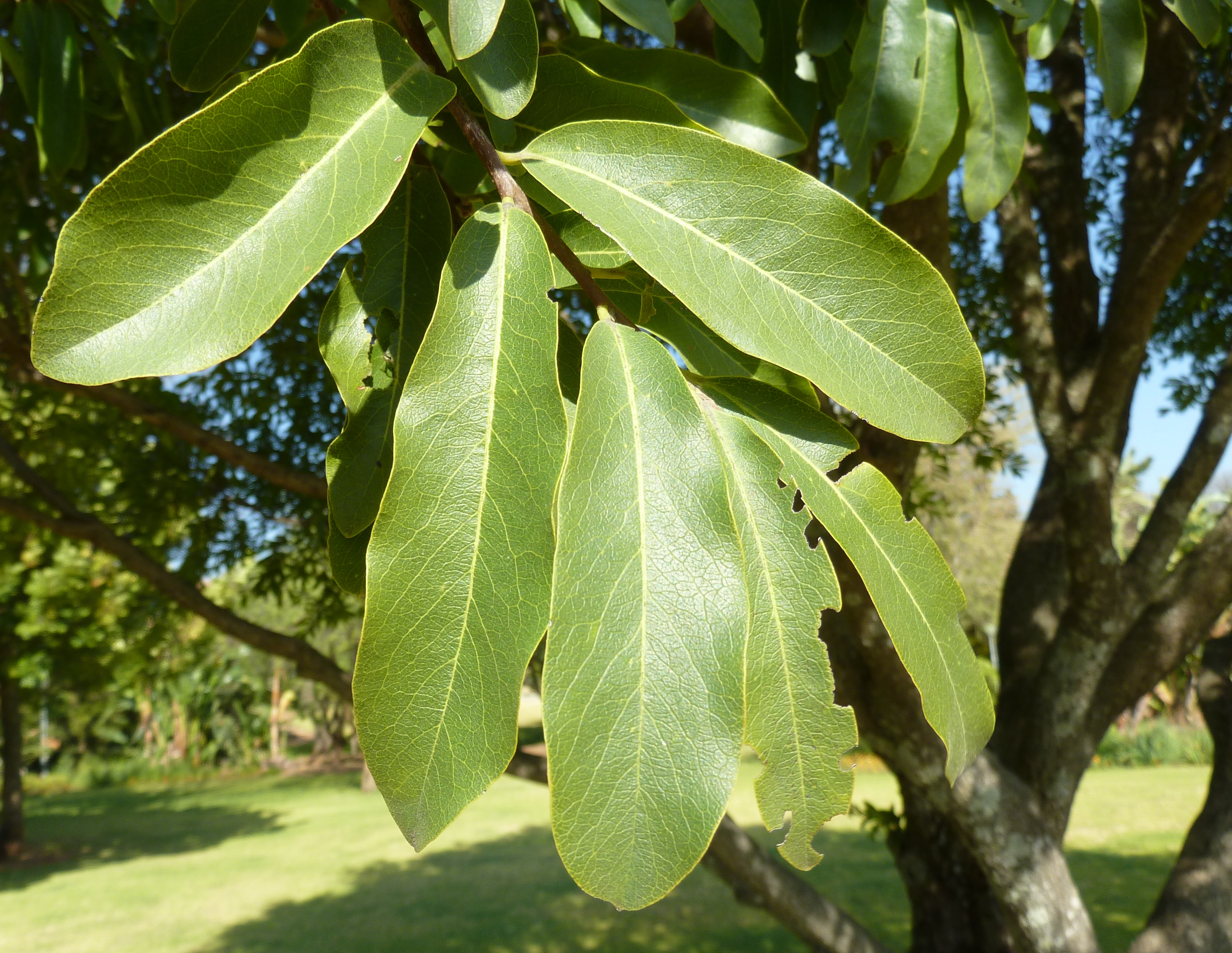